# Geert van Keulen
Geert van Keulen (* 11. Oktober 1943 in Amsterdam) ist ein niederländischer Komponist, Dirigent, Klarinettist und Musikpädagoge.

## Leben und Wirken
Van Keulen studierte Klarinette und Bassklarinette am Amsterdamse Muzieklyceum, außerdem Komposition bei Robert Heppener, Instrumentation bei Hans Henkemans sowie Orchesterleitung bei Anton Kersjes und David Zinman. Seit 1966 ist er Bassklarinettist im Concertgebouw-Orchester. Daneben leitete er von 1966 bis 1988 das Nederlands Blazer Ensemble und wirkte als Musiker, Dirigent und Organisator an kammermusikalischen Aufführungen mit. Von 1978 bis 1995 unterrichtete er Komposition und Instrumentation am Konservatorium Amsterdam.
Van Keulen komponierte Kammermusik, Werke für Soloinstrumente, Instrumentalkonzerte, Chor- und Orchesterwerke. 1986 entstand seine Oper Aan de Wannsee nach einem Libretto von Louis Ferron. Im Auftrag des Amsterdams Fonds voor de Kunst komponierte er 1988 Armonia für Streichorchester; das Werk wurde 1990 vom Concertgebouw-Orchester unter Riccardo Chailly uraufgeführt. Ein Auftragswerk des Concertgebouw-Orchesters war das 1990 vollendete Tympan pour grand orchestre. Für den Saxophonisten Arno Bornkamp schrieb van Keulen 1991 Fingers für Tenorsaxophon und Orchester, für Jacob Slagter 2001 ein Hornkonzert.

## Quelle
- Muziekbus – Geert van Keulen